# Rikiya Tomizono
Rikiya Tomizono (富園 力也 Tomizono Rikiya?,  Kōbe, Prefectura de Hyōgo, 16 de septiembre de 1998) es un idol, actor y cantante japonés, afiliado a Voyz Entertainment. Entre 2018 y 2023, Tomizono formó parte de los grupos High School Children y VOYZ BOY.

## Biografía
Tomizono nació el 16 de septiembre de 1998 en la ciudad de Kōbe, prefectura de Hyōgo, como el mayor de tres hermanos. Se mudó a Tokio a la edad de diecisiete años para convertirse en actor. Entre 2018 y 2023, formó parte de los grupos High School Children (donde perteneció al grupo amarillo) y la subunidad VOYZ BOY. Tomizono debutó como actor en 2019 interpretando el papel de Haruki Otori en la serie de televisión Ore no Sukato, Doko Itta?. En 2019, debutó como seiyū dando voz al personaje de Kōtarō Toshima en la película animada Kimi dake ni Motetainda. Ese mismo año, Tomizono interpretó al personaje de Noiz en la adaptación teatral de la novela visual Dramatical Murder.
Tomizono fue uno de los miembros más populares del grupo, posicionándose en el puesto número cinco en las elecciones generales y apareciendo regularmente como miembro principal en los sencillos, incluyendo Bokura no Sekai.

## Filmografía

### Televisión
| Año  | Título                         | Papel                                  | Notas     |
| ---- | ------------------------------ | -------------------------------------- | --------- |
| 2019 | Ore no Sukato, Doko Itta?      | Haruki Otori                           | Rol debut |
| 2019 | Kizoku Tanjō: Prince of Legend | Guerrero                               |           |
| 2021 | Borderless                     |                                        |           |
| 2023 | Kamen Rider Gotchard           | Sabimaru Tsuruhara/Kamen Rider Dread I |           |

### Películas
| Año  | Título                                                                                | Papel                                  | Notas |
| ---- | ------------------------------------------------------------------------------------- | -------------------------------------- | ----- |
| 2019 | Kimi dake ni Motetainda                                                               | Kōtarō Toshima                         | Voz   |
| 2023 | Kamen Rider The Winter Movie: Gotchard & Geats Strongest Chemy Great Gotcha Operation | Sabimaru Tsuruhara/Kamen Rider Dread I |       |
| 2024 | Kamen Rider Gotchard: The Future Daybreak                                             | Sabimaru Tsuruhara/Kamen Rider Dread I |       |

### Teatro
| Año  | Título                       | Papel            | Notas     |
| ---- | ---------------------------- | ---------------- | --------- |
| 2019 | Dramatical Murder            | Noiz             | Principal |
| 2020 | Gacharico Festival           |                  |           |
| 2021 | Sabiiro no Āma               | Hayajū Tachibana |           |
| 2022 | Piofiore no Banshō           | Leo Cavanis      |           |
| 2023 | Dramatical Murder: Flashback | Noiz             | Principal |